# Citrompapagáj
A citrompapagáj (Psilopsiagon aurifrons) a madarak osztályának papagájalakúak (Psittaciformes) rendjébe a papagájfélék (Psittacidae) családjába és az araformák (Arinae) alcsaládjába tartozó faj.

## Rendszerezése
A fajt René Primevère Lesson francia orvos és tudós írta le 1830-ban, a Psittacus nembe Psittacus (Lathamus) aurifrons néven. Sorolták a Bolborhynchus nembe Bolborhynchus aurifrons néven is. Egyes szervezetek még a jákópapagáj-formák (Psittacinae) alcsaládjába sorolják.

## Alfajai
- Psilopsiagon aurifrons aurifrons (Lesson, 1830)
- Psilopsiagon aurifrons margaritae (Berlioz & Dorst, 1956)
- Psilopsiagon aurifrons robertsi Carriker, 1933
- Psilopsiagon aurifrons rubrirostris (Burmeister, 1860)

## Előfordulás
Az Andokban, Argentína és Bolívia, Chile és Peru területén honos. Természetes élőhelyei a szubtrópusi vagy trópusi magaslati cserjések, valamint másodlagos erdők és városi régiók. Magassági vonuló.

## Megjelenése
Átlagos testhossza 19 centiméter.

## Természetvédelmi helyzete
Az elterjedési területe rendkívül nagy, egyedszáma pedig stabil. A Természetvédelmi Világszövetség Vörös listáján nem fenyegetett fajként szerepel.